# Saussurea gorbunovae
Saussurea gorbunovae là một loài thực vật có hoa trong họ Cúc. Loài này được Kamelin miêu tả khoa học đầu tiên năm 1999.